# Richard D. Zanuck
Richard Darryl Zanuck (Los Angeles, 13 dicembre 1934 – Los Angeles, 13 luglio 2012) è stato un produttore cinematografico statunitense.

## Biografia
Era il figlio di Darryl F. Zanuck, il famoso capo della 20th Century Fox. Si laureò nell'Università di Stanford. Nel 1968 sposò la modella e attrice Linda Harrison, dalla quale divorziò nel 1978 per sposare Lili Fini Zanuck.
Con l'Universal Studios realizzò con Steven Spielberg Sugarland Express (1974) e Lo squalo (1975)
Morì di infarto nella sua casa di Los Angeles all’età di 77 anni.

## Filmografia parziale

### Cinema
- Kobra (Sssssss), regia di Bernard L. Kowalski (1973)
- Sugarland Express (The Sugarland Express), regia di Steven Spielberg (1974)
- Lo squalo (Jaws), regia di Steven Spielberg (1975)
- Il verdetto (The Verdict), regia di Sidney Lumet (1982)
- Cocoon - L'energia dell'universo (Cocoon), regia di Ron Howard (1985)
- A spasso con Daisy (Driving Miss Daisy), regia di Bruce Beresford (1989)
- Planet of the Apes - Il pianeta delle scimmie (Planet of the Apes), regia di Tim Burton (2001)
- Era mio padre (Road to Perdition), regia di Sam Mendes (2002)
- Big Fish - Le storie di una vita incredibile (Big Fish), regia di Tim Burton (2003)
- La fabbrica di cioccolato (Charlie and the Chocolate Factory), regia di Tim Burton (2005)
- Sweeney Todd - Il diabolico barbiere di Fleet Street (Sweeney Todd), regia di Tim Burton (2007)
- Yes Man, regia di Peyton Reed (2008)
- Alice in Wonderland, regia di Tim Burton (2010)
- Dark Shadows, regia di Tim Burton (2012)

### Televisione
- Bessie – film TV, regia di Dee Rees (2015) - postumo